# Sieńkawa (sielsowiet Pałykawiczy)
Sieńkawa (biał. Сенькава; ros. Сеньково) – osiedle na Białorusi, w obwodzie mohylewskim, w rejonie mohylewskim, w sielsowiecie Pałykawiczy, w pobliżu granic Mohylewa.